# Lambrusco di Sorbara (DOC)
Unter der Bezeichnung Lambrusco di Sorbara (DOC) werden Perl- und Schaumweine erzeugt. Das Anbaugebiet hierfür liegt in der Provinz Modena in der Emilia-Romagna und besitzt seit 1970 eine „kontrollierte Herkunftsbezeichnung“ (Denominazione di origine controllata, DOC), die zuletzt am 7. März 2014 aktualisiert wurde.

## Anbaugebiet
Anbau und Vinifikation der Produkte ist nur gestattet in den Gemeinden Bastiglia, Bomporto, Nonantola, Ravarino, San Prospero sowie in Teilen der Gemeinden von Campogalliano, Camposanto, Carpi, Castelfranco Emilia, Modena, Soliera und San Cesario sul Panaro – alle in der Provinz Modena.
Im Jahr 2023 wurden 125.106 Hektoliter DOC-Wein erzeugt.

## Erzeugung
Es werden nur Perl- und Schaumweine (Spumante) erzeugt, jeweils in den Ausführungen Lambrusco di Sorbara Rosso und Lambrusco di Sorbara Rosato. Die Erzeugnisse sind Cuvées aus mindestens 60 % der Rebsorte Lambrusco di Sorbara und höchstens 40 % der Rebsorte Lambrusco Salamino. Höchstens 15 % andere Lambruschi dürfen – einzeln oder gemeinsam – zugesetzt werden.

## Beschreibung

### Lambrusco di Sorbara Rosso Spumante
- Perlage: fein und anhaltend
- Farbe: rubinrot oder granatrot in verschiedenen Intensitäten
- Geruch: angenehm, fein, sanft, blumig, voll und komplex
- Geschmack: trocken oder halbtrocken oder lieblich oder süß, frisch, würzig und harmonisch
- Alkoholgehalt: mindestens 11,0 Vol.-%
- Säuregehalt: mind. 6,0 g/l
- Trockenextrakt: mind. 18,0 g/l

### Lambrusco di Sorbara Rosato Spumante
- Perlage: fein und anhaltend
- Farbe: mehr oder weniger intensiv rosa
- Geruch: angenehm, fein, sanft, blumig, voll und komplex
- Geschmack: trocken oder halbtrocken oder lieblich oder süß, frisch, würzig und harmonisch
- Alkoholgehalt: mindestens 11,0 Vol.-%
- Säuregehalt: mind. 6,0 g/l
- Trockenextrakt: mind. 16,0 g/l[1]